# Rajdowe Samochodowe Mistrzostwa Polski 1967
Ten artykuł dotyczy sezonu 1967 Rajdowych Samochodowych Mistrzostw Polski.

## Kalendarz[1]
| Runda | Data           | Nazwa rajdu           | Baza rajdu | Nawierzchnia  | Zwycięzca        | Raport |
| 1     | 21-23 kwietnia | 5. Rajd Warszawski    |            | asfalt        | Ryszard Nowicki  | Wyniki |
| 2     | 19-21 maja     | 11. Rajd Dolnośląski  | Wrocław    | asfalt        | Antoni Weiner    | Wyniki |
| 3     | 3-5 sierpnia   | 27. Rajd Polski       | Kraków     | asfalt/szuter | Sobiesław Zasada | Wyniki |
| 4     | 29-30 września | 17. Rajd Wisły        |            | asfalt        | Sobiesław Zasada | Wyniki |
| 5     | 13-15 grudnia  | Rajd Kraków - Rzeszów | Kraków     | asfalt/śnieg  | Sobiesław Zasada | Wyniki |

## Klasyfikacje Rajdowych Samochodowych Mistrzostw Polski 1967[1]
Klasyfikacja generalna (Puchar "Motoru")
Punkty do klasyfikacji RSMP w poszczególnych klasach przyznawano za 6 pierwszych miejsc według systemu: 16-12-8-6-4-2.
| Poz. | Kierowca          | Samochód                              | Suma pkt |
| ---- | ----------------- | ------------------------------------- | -------- |
| 1    | Sobiesław Zasada  | Porsche 912, Lancia Fulvia HF         | 60       |
| 2    | Stanisław Dalka   | Volkswagen 1200, NSU 1000, Renault 10 | 54       |
| 3    | Adam Smorawiński  | BMW 1600                              | 52       |
| 4    | Adam Wędrychowski | Volvo 144                             | 50       |

Samochody startujące w RSMP podzielone były na grupy: 
- Grupa A - samochody seryjne, bez przeróbek - w kategorii tej nie mogli startować zawodnicy posiadający licencje "Senior" lub "Mistrza sportu"[2]
- Grupa B - samochody z przeróbkami - w kategorii tej mogli startować "Juniorzy"[2]

Obie grupy podzielone były na klasy:
- klasa A 1 - do 600 cm3
- klasa A 2 - do 850 cm3
- klasa A 3 - do 1000 cm3
- klasa A 4 - do 1300 cm3
- klasa A 5 - do 1600 cm3
- klasa A 6 - pow. 1600 cm3
- klasa B 1 - do 850 cm3
- klasa B 2 - do 1300 cm3
- klasa B 3 - powyżej 1300 cm3

Klasa B 3
| Poz. | Kierowca         | Samochód    | Suma pkt |
| ---- | ---------------- | ----------- | -------- |
| 1    | Sobiesław Zasada | Porsche 912 |          |

Klasa A 2
| Poz. | Kierowca        | Samochód    | Suma pkt |
| ---- | --------------- | ----------- | -------- |
| 1    | Ryszard Nowicki | Zastava 750 |          |